# Жидобужи
Жидобужи — деревня в Окуловском муниципальном районе Новгородской области, относится к Угловскому городскому поселению.

## География
Деревня расположена в северной части Валдайской возвышенности, на левом берегу реки Шегринка, на границе с Боровичским районом, в 0,7 км к северу от моста на автомобильной дороге из Окуловки в Боровичи, в 8 км к северо-востоку от деревни Озерки, в 14 км к востоку от города Окуловка.

## Топонимика
Название происходит от древнеславянского имени Житобудъ.

## История
В XV—XVII вв. деревня Жытобужъ находилась в Шегринском погосте Деревской пятины Новгородской земли.
В середине XV века деревня Жытобужъ принадлежала знатному новгородцу Алексею Васильевичу Квашнину. В 1480-х была собственностью Ивана III. В 1495 принадлежала именитому и влиятельному князю, помещику Борису Семёновичу Щепину-Горбатому.
 В середине XVI века деревней владели его дети и внуки.
В 1773—1927 деревня Жидобужи находилась в Боровичском уезде Новгородской губернии. С начала XIX века до 1924 относилась к Шегринской волости Боровичского уезда.
Отмечена на карте 1826—1840.
В 1911 в деревне Жидобужи было 12 дворов с 18 домами и населением 60 человек.
Деревня Жидобужи входила в состав Озерковского сельского поселения. В 2010 вошла в состав Угловского городского поселения.

## Население
| 2002 | 2006 | 2010 | 2011 |
| ---- | ---- | ---- | ---- |
| 6    | ↘3   | →3   | →3   |

## Транспорт
Ближайшая ж/д станция «Окуловка» — в 15 км от деревни Жидобужи.